# Beaver Creek (Snag Creek)
Der Beaver Creek ist ein etwa 161 km langer rechter Nebenfluss des Snag Creek im US-Bundesstaat Alaska und im kanadischen Territorium Yukon. 

## Verlauf
Der Beaver Creek entsteht in Alaska an der Südflanke der Nutzotin Mountains als Abfluss des 1354 m hoch gelegenen Bergsees Beaver Lake. Er fließt anfangs 60 km nach Osten und überquert die Grenze nach Kanada. Davor fließt ihm der Ptarmigan Creek von Süden zu. Wenig später biegt der Beaver Creek scharf nach Norden ab. Er durchschneidet einen Gebirgskamm im äußersten Osten der Nutzotin Mountains. Ab Flusskilometer 75 wendet sich der Beaver Creek in Richtung Nordnordwest. Er fließt nun entlang der Nordflanke der Nutzotin Mountains. Bei Flusskilometer 69 trifft der Baultoff Creek von links auf den Beaver Creek. 500 Meter später überquert der Fluss erneut die Staatsgrenze. Er fließt nun 11 Kilometer innerhalb von Alaska unweit der Grenze, bevor er ein letztes Mal die Grenze nach Kanada kreuzt. Der Beaver Creek fließt auf den letzten 62 Kilometern in Richtung Nordnordost. Er bildet auf diesem Flussabschnitt zahlreiche Flussschlingen aus. Bei Flusskilometer 32 kreuzt der Alaska Highway (⊙) den Beaver Creek, 2 km südlich der Ortschaft Beaver Creek. Der Fluss wird auf den letzten 20 Kilometern von zahlreichen verlandeten Altarmen flankiert. Er trifft schließlich auf den Snag Creek. Vom Unterlauf zweigen mehrere ehemalige Flussläufe des Beaver Creek zum weiter östlich gelegenen Unterlauf des Snag Creek ab. 

## Einzugsgebiet
Der Beaver Creek entwässert ein Areal von etwa 2070 km². Das Einzugsgebiet des Beaver Creek grenzt im Nordwesten an das des oberstrom gelegenen Snag Creek, im äußersten Westen an das des Chisana River sowie im Süden und im Osten an das des White River.